# Cal Bertranet (Olèrdola)
Cal Bertranet és un edifici del municipi d'Olèrdola (Alt Penedès) que forma part de l'Inventari del Patrimoni Arquitectònic de Catalunya.

## Descripció
És una masia de planta basilical composta de planta baixa, pis i golfes. Balcons al primer pis. Torrelló adossat a una cantonada, de base poligonal. Cos lateral de planta baixa i pis amb galeria superior d'arcades de mig punt. Baluard. Al façana de la casa hi ha la data del 1719, al cos lateral la del 1824 i al baluard la del 1822.